# Dentoceratina
Dentoceratina is een geslacht van kreeftachtigen uit de klasse van de Ostracoda (mosselkreeftjes).

## Soorten
- Dentoceratina buekkensis (Kozur, 1985) Schornikov, 1990
- Dentoceratina gruendeli (Kozur, 1985) Schornikov, 1990